# Діви-самогубці
Діви-самогубці (англ. The Virgin Suicides) — трилер про дорослішання та дебютний роман американського письменника Джеффрі Югенідіса, опублікований у 1993 році. Історія, яка розгортається в Гросс-Пойнт, штат Мічиган, у 1970-х роках, зосереджується на житті п'яти приречених сестер, дівчат сім'ї Лісбон. Роман написаний від першої особи множини з боку анонімної групи хлопчиків-підлітків, які намагаються знайти пояснення смерті сестер Лісбон. Перший розділ роману був опублікований у The Paris Review у 1990 році і отримав премію Ага Хана за художню літературу 1991 року. У 1999 році роман був екранізований режисером Софією Копполою у фільмі з Кірстен Данст у головній ролі.

## Короткий зміст сюжету
У 1975 році, коли за тілом Мері Лісбон, останньої померлої сестри Лісбон, приїжджає карета швидкої допомоги, група анонімних підлітків-сусідів згадує події, що передували її смерті.
Лісбон — католицька родина, яка проживала в передмісті Гросс-Пойнт, штат Мічіган, у 1970-х роках. Батько, Рональд Лісбон, є вчителем математики в місцевій середній школі. Мати сувора господиня. У сім'ї п'ять доньок-підлітків-блондинок: 13-річна Сесілія, 14-річна Люкс, 15-річна Бонні, 16-річна Мері і 17-річна Тереза.
Приблизно за рік до смерті Мері, без попередження, Сесілія намагається покінчити життя самогубством, перерізавши собі вени у ванні. Однак її вчасно знаходить сусідський хлопчик, який прокрався в будинок, і вона залишається жива. Психолог Сесілії в лікарні припускає, що дівчаткам потрібно більше соціальної взаємодії і що потенційною причиною спроби самогубства Сесілії було придушення її лібідозних потягів. Батьки дозволяють дівчатам влаштувати вечірку у себе вдома в надії підбадьорити Сесілію. Однак Сесілія відпрошується з вечірки, яка відбувається в підвалі, піднімається нагору і вистрибує з вікна своєї спальні на другому поверсі. Сесілію пронизує парканний стовп внизу, і вона майже одразу ж помирає.
Батьки Лісбон, особливо місіс Лісбон, починають пильніше стежити за чотирма доньками, що залишилися, що ще більше ізолює сім'ю від суспільства. Смерть Сесілії також посилює атмосферу таємничості сестер Лісбон для сусідських хлопчаків, які прагнуть більше дізнатися про життя дівчат.
Коли восени починаються шкільні заняття, у Лакс зав'язується таємний роман із місцевим серцеїдом Тріпом Фонтейном. Тріп домовляється з надмірно опікуваними містером і місіс Лісбон, щоб ті відпустили Лакс на танці, але за умови, що він знайде пари для трьох інших сестер. Ставши королем і королевою вечора, Тріп вмовляє Лакс покинути їхню групу, щоб зайнятися сексом на шкільному футбольному полі. Після цього Тріп покидає Лакс, яка засинає і пропускає комендантську годину. Тріп і Люкс більше не розмовляють.
Пані Лісбон забирає дівчаток зі школи і тримає їх вдома в умовах, які хлопчики називають «ізоляцією з максимальним рівнем безпеки». Пана Лісбона звільняють з роботи вчителя через занепокоєння батьків інших учнів.
Протягом зими вночі анонімні хлопці-підлітки бачать, як Люкс займається сексом на даху будинку Лісбонів з неназваними та невідомими чоловіками. Згуртована громада пліткує та спостерігає, як без втручання життя Лісбонів погіршується. Після багатьох місяців суворого ув'язнення чотири сестри, що залишилися, виходять на зв'язок з хлопцями через дорогу, використовуючи світлові сигнали та надсилаючи анонімні записки. Хлопці вирішують зателефонувати дівчатам Лісбон і спілкуються, програючи платівки по телефону, щоб дівчата могли поділитися та висловити свої почуття.
Нарешті, однієї ночі дівчата надсилають хлопцям повідомлення, щоб ті прийшли до них опівночі, змушуючи хлопців повірити, що вони допоможуть дівчатам втекти. Коли вони приходять до будинку, їх зустрічає Лакс, запрошує зайти всередину і просить зачекати на сестер, поки вона піде завести машину. Поки хлопці чекають, вони досліджують будинок. У підвалі Лісбон хлопці знаходять Бонні, яка висить на мотузці, прив'язаній до крокв стелі. Налякані, хлопці тікають з дому.
Вранці за тілами приїжджає поліція, оскільки дівчата, вочевидь, уклали угоду про самогубство: Бонні повісилася, Тереза передозувала снодійне, а Лакс померла від отруєння чадним газом, зачинившись у гаражі з заведеною машиною. Мері, яка засунула голову в газову піч, вижила після замаху і прожила ще місяць. Нарешті їй вдається покінчити з життям, передозувавши снодійне. Дорослі в громаді продовжують жити так, ніби нічого не сталося. Дописувачка місцевої газети Лінда Перл зазначає, що самогубства сталися рівно через рік після першої спроби Сесілії, і описує дівчат як трагічних створінь, які були настільки відірвані від життя, що смерть нічого не змінила.
Після похорону містер і місіс Лісбон залишають Ґросс-Пойнт і зрештою розлучаються. Будинок Лісбонів продають молодій парі з Бостона. Усі меблі та особисті речі Лісбонів викидають або продають на гаражному розпродажі. Оповідачі риються у смітті, щоб зібрати пам'ятні речі, які вони назавжди збережуть на згадку. Через 20 з гаком років, будучи чоловіками середнього віку з сім'ями, вони оплакують самогубства як егоїстичні вчинки, від яких вони потайки не змогли емоційно оговтатися. Роман завершується зізнанням дорослих чоловіків у тому, що вони любили дівчат, але ніколи не розуміли їх по-справжньому, і що вони ніколи не дізнаються справжніх мотивів самогубств.

## Екранізація
Софія Коппола написала сценарій і зняла 97-хвилинну версію фільму, яка була знята влітку 1998 року та випущена 19 травня 1999 року на Каннському кінофестивалі. «Незайманки-самогубці» — повнометражний режисерський дебют Софії Копполи. Прем'єра фільму відбулася 21 квітня 2000 року в Нью-Йорку, Сан-Франциско та Лос-Анджелесі. У фільмі знялися Кірстен Данст, Джеймс Вудс, Кетлін Тернер і Джош Гартнетт. Фільм вірний роману; значна частина діалогів і розповіді взята дослівно з джерела. Фільм отримав схвальні відгуки та отримав рейтинг R за сильні тематичні елементи за участю підлітків.
Французький гурт Air створив до фільму музику, також під назвою The Virgin Suicides.

## Фон
Натхнення для сюжету книги прийшло до Джеффрі Євгенідіса, коли няня-підліток його племінника розповіла йому, що вона та її сестри планували покінчити життя самогубством. Коли Евгенідес запитав, чому, няня лише відповіла: «Ми були під великим тиском». Євгенідіс розповідає про це натхнення у своєму інтерв'ю The Paris Review на YouTube.
Євгенідіс розповів журналу 3am Magazine: «Я думаю, що якби мене не звали Євгенідіс, люди не називали б оповідача грецьким хором».
Кілька письменників також відзначили подібність між «Дівами-самогубцями» та п'єсою Федеріко Гарсіа Лорки «Дім Бернарди Альби» 1945 року.

## Подальше читання
- Кохання на дитячому майданчику: Пейзаж і туга у фільмі Софії Копполи «Незаймані самогубці» Сема Севіджа